# 東芝ワイドワイドサンデー
東芝ワイドワイドサンデー（とうしばワイドワイドサンデー）は、ニッポン放送のラジオ番組。1970年3月15日から1972年6月25日に放送した。東京芝浦電気（現・東芝）の一社提供。

## 概要
毎週日曜日12:30～17:00まで、4時間30分 生放送していた生ワイド番組。
銀座の西銀座デパート内にあった西銀座サテライトスタジオ（当時）からリクエスト、クイズ、レポート、電話トーク コーナーなど様々な企画を盛り込んで放送した。不定期で特別企画（下述）を放送。プロ野球、全国高等学校野球選手権大会、選抜高等学校野球大会、マラソン大会などの各中継をも随時 行った。
坂本九をパーソナリティとして起用する際は所属のマナセプロダクションに「毎週10時にスタジオ入りしてと伝えて欲しい」と問い合わせたが「契約は12時からになっているので、30分前に（ニッポン放送に）入ればいいのではないか」と返されて譲らず、最後には制作部長が中に入って、ディレクターを務めた上野修に「君も出演者として スタジオに入って、随時 打ち合わせしながら放送して行ったらいいのではないか」と提案して、上野が坂本の共演者として出演した。
当番組が放送開始される約4か月前から、ABCラジオは同タイトルで同時間帯に放送した番組『東芝ワイドワイドサンデー〜あなたとつくる365分〜』が同時期（1969年11月9日～1972年9月24日）に放送した。

## パーソナリティ
1970年3月15日～1970年8月30日
- 世志凡太
- 川口まさみ（ビーバー）
- 押阪忍
- 横山瑛子（ニッポン放送アナウンサー(当時)）

1970年9月6日～1971年1月31日
- 黒澤久雄
- 菊池貞武（ニッポン放送アナウンサー(当時)）

1971年2月7日～1972年6月25日
- 坂本九
- 小野ひずる
- 上野修
- せんだみつお（レポーター）

## 主なコーナー
1970年
- マラソン電話リクエスト
- 街角ジョッキー
- 銀座ワイ・ワイクイズ
- 心理テスト コーナー
- ワイワイ草野球実況中継
- 赤ズキン捜し大作戦
- オークション電話リクエスト
- キーワード電話リクエスト
- 山手線ルーレット電話リクエスト
- 銀座ワイ・ワイ・ビレッジ

1971年
- 九ちゃんと話そう 何でも電話
（テーマに沿ったコメントを募集していたコーナー）
- ショップ・ジャック
- 高砂やレポート
（結婚式場を一つ選び、その会場からレポート）
- テレフォン アンケート
- 電話ティーチイン
- オールニッポン電話リクエスト選手権
- ワイワイ三角くじ
- お名前総点検
- ワイワイ フォーク
- 九ちゃんが選んだベスト20
- おめでとう九ちゃん
- 子どもショー　みんなで歌おう 子どものど自慢
- アマチュアのど自慢
- 沖縄ホットライン
（1971年10月から放送。沖縄返還直前の沖縄の模様をリポート。パーソナリティは山口マリ子、美波はるみ、金城宏安）
- サッポロ・ホットライン
（1971年12月から放送。札幌オリンピック開催直前の札幌の模様をリポート。パーソナリティは枝並国勝（札幌テレビ放送アナウンサー(当時)））

1972年
- 銭ゲバクイズ
- 君の名は
他

この他に「競馬中継」「ラジオカー情報」「セスナ情報」「ハイウェイ情報」「タウンレポート」などを随時放送。
- （出典：[2]）

## 特別企画
- 万歩大行進 実況中継（日本橋～荒川土手間、1970年4月19日）
- 春うららフィッシング スクール（1970年4月26日）
- ウォータースライダーコンテスト、タグボート コンテスト（1970年7月5日）
- 津久井浜シーサイド スタジオ（1970年7月12日～7月26日）
- 富士・志摩・銀座 三元中継（1970年8月2日）
- '70合歓ポピュラーフェスティバル中継（1970年11月8日）
- 東京国際歌謡音楽祭中継（1970年11月22日）
- フォークソング出初式（1971年1月3日）
- 人気マンガ'71大行進（1971年1月10日）
- 糸居五郎 50時間マラソン ジョッキー（1971年1月17日）
- サヨナラ・タイガース ショー（1971年1月24日）
- 羽田空港から生放送（1971年1月30日）
- こんにちは沖縄 沖縄 - 鹿児島 - 東京 三元生放送（1971年7月18日）
- 合歓ポピュラー祭中継（1971年10月3日）
- 特集・多元中継 明日かえる沖縄（1972年5月14日）
（出典：[2]